# 13e cérémonie des Aigles d'or
 (décembre 2024).
Motif : Certains titres français mentionnés sont peut-être des traductions littérales et donc n'existent pas en tant que titres. La présentation doit donc être différente pour ne pas créer d'ambiguïté.
La 13e cérémonie des Aigles d'or, organisée par l'Académie russe des sciences et des arts cinématographiques, s'est déroulée à Mosfilm à Moscou le 23 janvier 2015 et a récompensé les films, téléfilms et séries russes sortis en 2014.

## Palmarès

### Aigle d'or du meilleur film
- Sunstroke de Nikita Mikhalkov
  - Les Nuits blanches du facteur d'Andreï Kontchalovski
  - Star de Anna Melikian
  - Léviathan d'Andreï Zviaguintsev
  - Weekend de Stanislav Govoroukhine

### Aigle d'or du meilleur téléfilm ou mini-série (jusqu'à 10 épisodes)
- Les Démons de Vladimir Khotinenko
  - Getery mayora Sokolova de Bakhtiar Khudojnazarov
  -  Le Cri du hibou d'Oleg Pogodine

### Aigle d'or de la meilleure série télévisée (plus de 10 épisodes)
- Le Dégel de Valeri Todorovski
  - Kuprine d'Andreï Malioukov, Vlad Fourmane, Andreï Echpaï
  - La Stanitsa de Vladimir Chevelkov

### Aigle d'or du meilleur film d'animation
- Ivan Tsarévitch et le Loup gris 2 de Vladimir Toroptchine
  - Space Dogs: Adventure to the Moon de Inna Evlannikova, Aleksandr Khramtsov et Vadim Sotskov
  - Frédéric Chopin de Irina Kodioukova

### Aigle d'or du meilleur réalisateur
- Andreï Zviaguintsev pour Léviathan
  - Andreï Kontchalovski pour Les Nuits blanches du facteur
  - Nikita Mikhalkov pour Sunstroke

### Aigle d'or du meilleur scénario
- Les Nuits blanches du facteur – Andreï Kontchalovski et Elena Kiseliova
  - Weekend – Stanislav Govoroukhine
  - Léviathan – Oleg Neguine et Andreï Zviaguintsev

### Aigle d'or du meilleur acteur au cinéma
- Alexandre Zbrouïev pour son rôle dans Film sur Alexeev
  - Maxime Matveïev pour son rôle dans Weekend
  - Alexeï Serebriakov pour son rôle dans Léviathan

### Aigle d'or de la meilleure actrice au cinéma
- Elena Liadova pour son rôle dans Léviathan
  - Darya Moroz pour son rôle dans L'Idiot !
  - Ioulia Peressild pour son rôle dans Weekend

### Aigle d'or du meilleur acteur dans un second rôle
- Roman Madianov pour son rôle dans Léviathan
  - Vladimir Ilyine pour son rôle dans Poddubny
  - Viktor Sukhorukov pour son rôle dans Weekend

### Aigle d'or de la meilleure actrice dans un second rôle
- Severija Janusauskaite pour son rôle dans Star
  - Ekaterina Gouseva pour son rôle dans Weekend
  - Evguenia Dobrovolskaya pour son rôle dans En bas'